# أحمد كاظم الراوي
الدكتور أحمد كاظم فتحي الراوي (1 يوليو 1947 -) هو باحث وفقيه ديني عراقي، ورئيس هيئة أمناء المعهد الأوروبي للعلوم الإنسانية فرع بريطانيا للفترة 1998 - لحد الآن، 

## حياته ونشأته
من أصل عراقي ولد عام 1947 في مدينة راوة في الأنبار غرب العراق، يقيم منذ مدة طويلة في بريطانيا ويحمل جنسيتها. وهو شقيق الدكتور عصام الراوي، 
الأولى
هندسة مدنية (جامعة بغداد، 1964-1969).
الدراسات العليا
دراسة الدبلوم العالي في هندسة المنشأت (جامعة داندي ببريطانيا 1975-1976).
دراسة الماجستير في الهندسة المدنية (جامعة شفيلد ببريطانيا، 1976-1978).

## مسيرته
- رئيس سابق لاتحاد المنظمات الإسلامية في أوروبا[5]
- عضو المجلس الأوربي للإفتاء والبحوث
- عضو المجلس التنفيذي السابق لمؤتمر العالم الإسلامي
- له كثير من المشاركات في المؤتمرات والندوات العالمية
- من مؤسسي الكلية الأوربية للدراسات الإسلامية في فرنسا.
- من المنظرين للعمل الإسلامي في أوروبا
- من نشطاء الدعوة الإسلامية في بريطانيا
- عمل في مجال التصاميم الهندسية والإشراف على المشاريع مدة خمسة سنوات (1970-1975). العلوم الشرعية مطالعات ودراسات ذاتية في جل العلوم الإسلامية وتعمقت تلك الدراسات من خلال المشاركة في عضوية المجلس الأوروبي للإفتاء والبحوث منذ نشاته 1997 ولحد الآن وخاصة فيما يتعلق بالسيرة النبوية.
- رئيساً لاتحاد المنظمات الإسلامية في أوروبا للفترة 5/1992-5/2006. رئيساً هيئة أمناء الوقف الأوروبي 1996-2006. رئيساً للرابطة الإسلامية في بريطانيا للفترة 2007 -2010 . عضو المجلس الأوروبي للإفتاء والبحوث 3/1997- لحد الآن. عضو مجلس أمناء FORUM AGAINST ISLAMOPHOBIA &amp; RACISM (FAIR) رئيس لهيئة أمناء المعهد الأوروبي للعلوم الإنسانية (فرع بريطانيا) للفترة 1998 – لحد الآن.

## مؤلفاته
- الإسلام والمسلمون والعمل الإسلامي في أوروبا – الواقع – المعوقات – الآمال.

- دور المؤسسات الإسلامية في مستقبل العمل الإسلامي في أوروبا.

- اتحاد المنظمات الإسلامية في أوروبا وآفاق التعاون بين المؤسسات الإسلامية في أوروبا.

- التواصل بين الأجيال المسلمة في أوروبيا في الدين والفكر والثقافة.

- العمل النسائي في أوروبا – المنطلقات والأهداف.

- المسلمون في أوروبا – نظرات وتجارب في الحوار الإسلامي المسيحي.

- دور المؤسسات التعليمية الإسلامية في أوربا في التواصل الحضاري.

- مهمة  المسلمين في الغرب في التأثير على العلاقات الدولية.

- لماذا يخاف الغرب من الإسلام.

- مكانة الإنسان في الإسلام.

- المؤسسات الإسلامية الأهلية وتشجيع الحوار بين الحضارات.

- دور الزكاة وأهميتها في استقرار الوجود الإسلامي في أوروبا وتنميته.

- الحريات الدينية لمسلمي أوروبا من المواثيق إلى التطبيق.

- صورة الإسلام والمسلمون في الغرب  الواقع…وآفاق التغيير.

- الوسطية والبعد الحضاري.

- سياسات النظام الدولي وتطبيقات المشاركة السياسية الإسلامية (رؤى للإصلاح والنهوض).

- المنظمات والأقليات المسلمة والحوار الحضاري والثقافي.

- المنظمات الإسلامية والتحديات التي تواجها في عصر العولمة.

## وصلات خارجية
- د. أحمد الراوي: رئيس اتحاد المنظمات الإسلامية في أوروبا : العلاقة بين الإسلام والغرب، برنامج الشرية والحياة، قناة الجزيرة، 31 أغسطس 1997
- عقوبات الحدود.. بين التعليق والتطبيق: أحمد الراوي: نداء عقيم[وصلة مكسورة]، مدارك، إسلام أون لاين، 6 مايو 2005
- حوار مصور مع الدكتور أحمد الراوى....وحدة الصف - حركة مجتمع السلم4، إخوان تيوب
- أحمد الراوي: فيديو[وصلة مكسورة]
- 'المفكرة' تحاور د.أحمد الراوي رئيس اتحاد المنظمات الإسلامية بأوروبا، مفكرة الإسلام، 21 يونيو 2006